# Merycoidodon
Merycoidodon (do grego meryx, "ruminante", oides "aparência de, semelhante a", e odon, alterado do grego odous, "dente" dá nome à família extinta de artiodáctilos Merycoidodontidae.

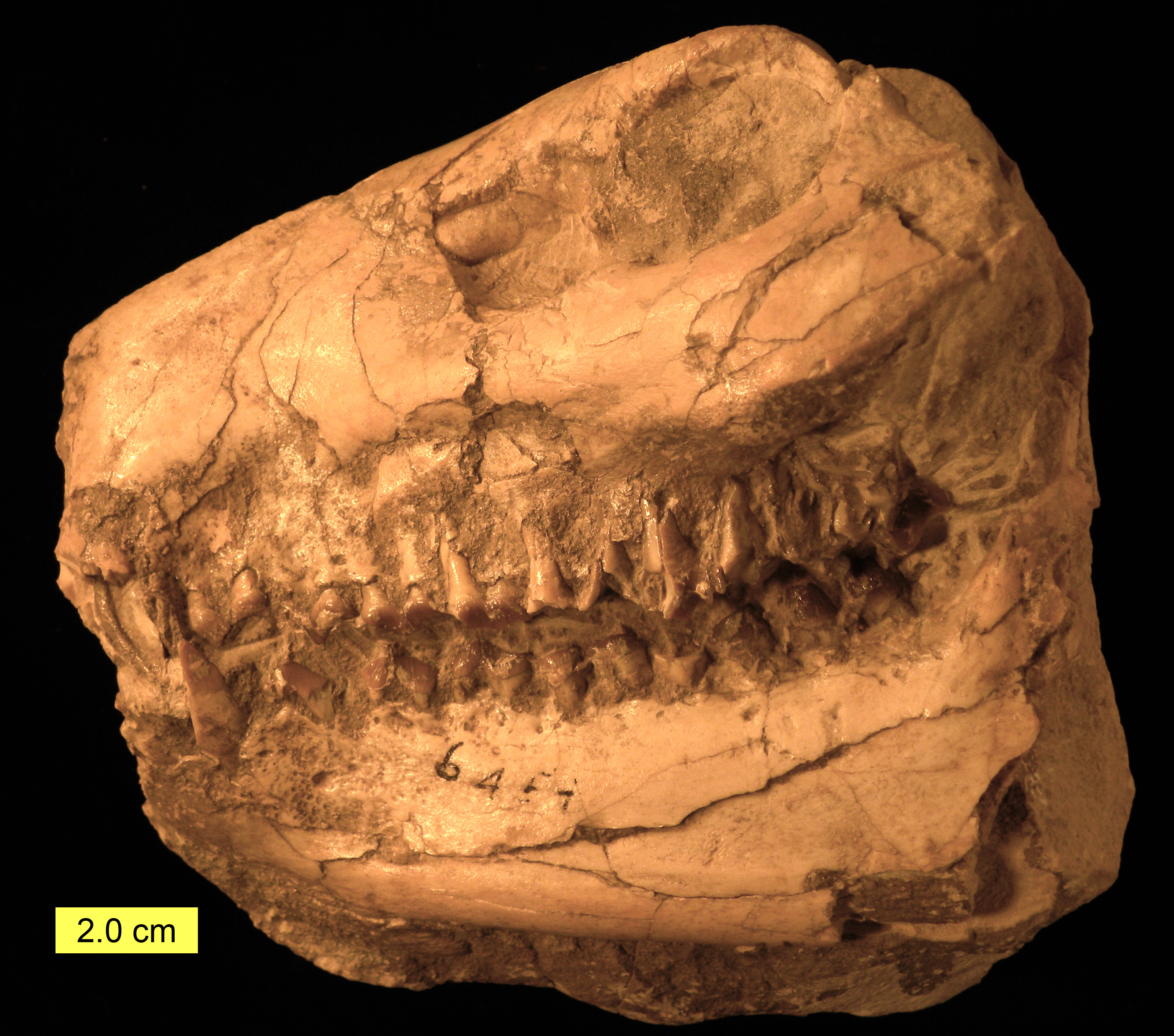
Merycoidodon

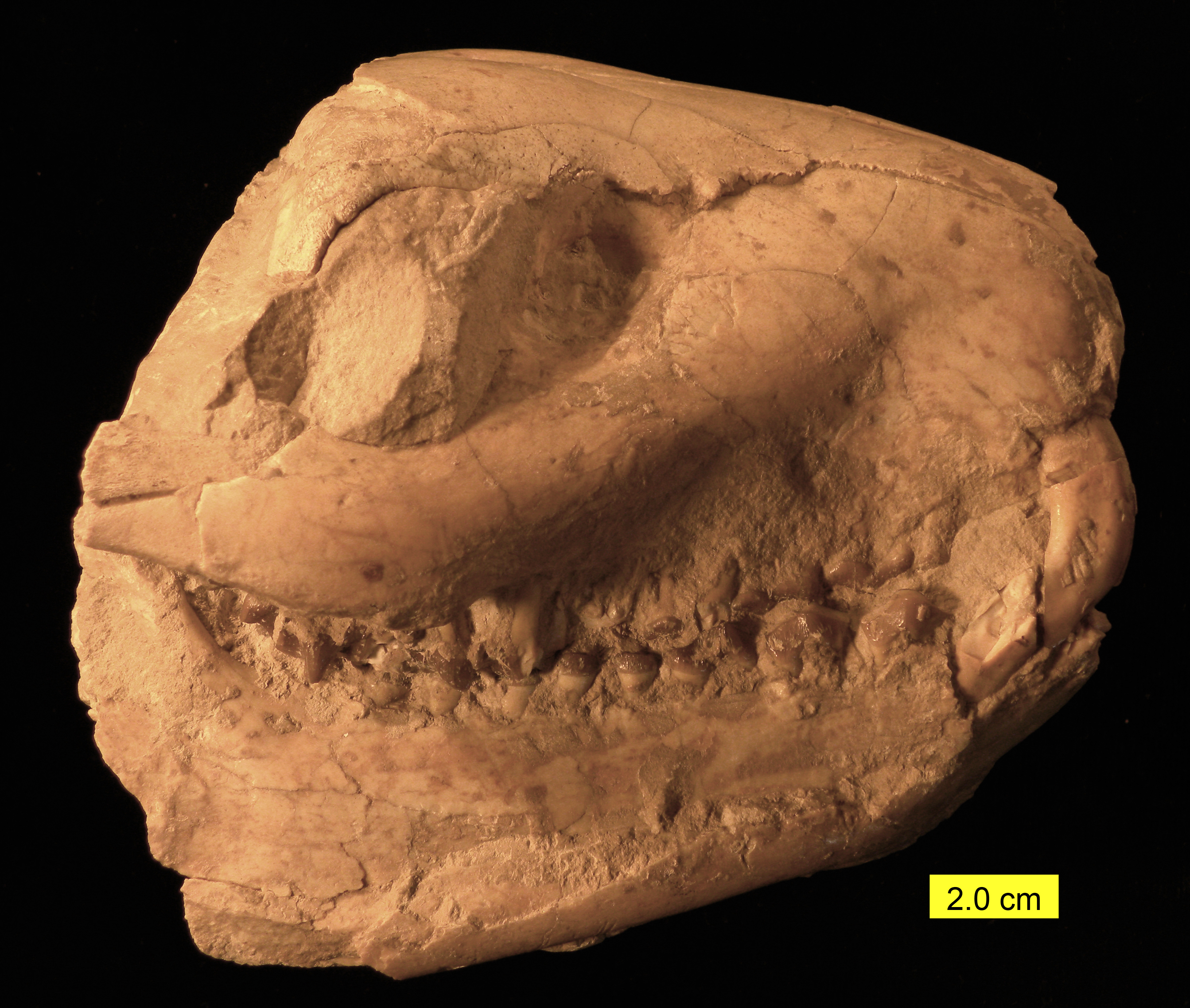
Merycoidodon